# Ischyja neocherina
Ischyja neocherina là một loài bướm đêm trong họ Noctuidae.